# Andrea Ferrigato
Andrea Ferrigato (nascido a 1 de setembro de 1969 em Schio) é um antigo ciclista italiano.

## Biografia
Profissional de 1991 a 2005, as suas vitórias mais destacadas são o Campeonato de Zurique e a Leeds International Classic em 1996, terminando esta temporada na segunda posição da Copa do Mundo, por trás do belga Johan Museeuw.

## Palmarés
| 1991 - Giro de Reggio Calabria 1994 - 1 etapa do Giro d'Italia 1995 - Grande Prêmio Indústria e Artigianato-Larciano 1996 - Giro da Romagna - Leeds International Classic - Campeonato de Zurique - Troféu Matteotti 1997 - Grande Prêmio de Plouay - 1 etapa da Tirreno-Adriático | 1999 - Troféu Pantalica - Tour de Berna - 1 etapa dos Quatro Dias de Dunquerque 2001 - Volta ao Algarve 2002 - 1 etapa da Étoile de Bessèges 2003 - 1 etapa no Giro da Liguria - Grande Prêmio Nobili Rubinetterie |

## Resultados em grandes voltas e Campeonato do Mundo
Durante a sua carreira desportiva tem conseguido os seguintes postos nas Grandes Voltas e no Campeonato do Mundo em estrada:
| Carreira           | 1991 | 1992 | 1993 | 1994 | 1995 | 1996 | 1997 | 1998 | 1999 | 2000 | 2001 | 2002 | 2003 | 2004 | 2005 |
| ------------------ | ---- | ---- | ---- | ---- | ---- | ---- | ---- | ---- | ---- | ---- | ---- | ---- | ---- | ---- | ---- |
| Giro d'Italia      | -    | -    | -    | -    | -    | -    | -    | -    | -    | 95º  | -    | -    | -    | 84º  | -    |
| Tour de France     | -    | -    | Ab.  | -    | 54º  | 46º  | -    | Ab.  | -    | -    | -    | -    | -    | Ab.  | -    |
| Volta a Espanha    | -    | -    | -    | -    | -    | -    | -    | -    | -    | -    | -    | -    | -    | -    | -    |
| Mundial em Estrada | -    | -    | -    | -    | -    | -    | -    | -    | -    | -    | -    | -    | -    | -    | -    |